# 안드로메다자리 피
안드로메다자리 피(φ Andromedae / φ And)는 안드로메다자리의 이중성이다. 지구에서 약 720 광년 떨어져 있다.

## 이중성
주성인 안드로메다자리 피 A는 청백색 B형 준거성으로 겉보기 등급은 +4.6 등급이다. 반성인 안드로메다자리 피 B는 청백색 B형 주계열성으로 겉보기 등급은 +5.6 등급이다. 두 별은 0.64 각초 떨어져 있으며 공전 주기는 371.6년이다. 이 이중성계의 밝기 합은 +4.26 등급이다.

## 참고 자료
- 안드로메다자리 피의 사진[깨진 링크(과거 내용 찾기)]